# Andrėj Aramnaŭ
Andrėj Mikalaevič Aramnaŭ (in bielorusso Андрэй Мікалаевіч Арамнаў?; Barysaŭ, 17 aprile 1988) è un sollevatore bielorusso.
Ha vinto la medaglia d'oro ai Giochi olimpici di Pechino 2008 nella categoria 105 kg maschile.
Inoltre ha vinto una medaglia d'oro ai campionati mondiali di Chiang Mai del 2007 e una medaglia d'oro ai Campionati europei di Minsk del 2010 sempre nella categoria 105 kg, poi revocata per positività al doping.

## Palmarès
- Giochi olimpici

Pechino 2008: oro nei 105 kg.
- Mondiali

Chiang Mai 2007: oro nei 105 kg.
Pattaya 2019: argento nei 109 kg.
- Europei

Tel Aviv 2014: bronzo nei 105 kg.
Batumi 2019: argento nei 109 kg.